# Spin (película de 2021)
Spin es una película original de Disney Channel estadounidense dirigida por Manjari Makijany a partir de un guion de Carley Steiner y Josh A. Cagan. Producida por Disney Channel Original Productions, la película está protagonizada por Avantika Vandanapu, Meera Syal, Abhay Deol, Aryan Simhadri, Michael Bishop, Jahbril Cook, Kerri Medders y Anna Cathcart y se estrenó el 13 de agosto de 2021. La película recibió críticas positivas, especialmente por sus actuaciones.

## Reparto
- Avantika Vandanapu como Rhea Kumar, una joven de una familia multigeneracional, que descubre su verdadero talento al enamorarse de un DJ[2]
- Meera Syal como Asha Kumar, la enérgica abuela de Rhea[3][4]
- Abhay Deol como Arvind Kumar, el padre de Rhea[3][4]
- Aryan Simhadri como Rohan Kumar, el hermano menor de Rhea[3][4]
- Michael Bishop como Max, el DJ del que Rhea se enamora[3][4]
- Anna Cathcart como Molly[3][4]
- Jahbril Cook como Watson[3][4]
- Kerri Medders como Ginger[3][4]
- Tyler Kyte como DJ Luka Cent

## Producción
El 17 de marzo de 2020, se informó que Disney estaba desarrollando una película titulada Spin para su servicio de streaming, Disney+. Manjari Makijany estaba listo para dirigir la película, con Carley Steiner, Céline Geiger y Josh A. Cagan listos para escribir el guion. Zanne Devine se desempeñaría como productor ejecutivo de la película.
El 20 de agosto de 2020, se informó que la película se estaba re-desarrollando como una película original de Disney Channel, con la mayor parte del equipo de producción permaneciendo adjunto a la película, a excepción de Geiger.
En agosto de 2020, Avantika Vandanapu fue elegida para el papel principal. El 29 de septiembre de 2020, Meera Syal, Abhay Deol, Aryan Simhadri, Michael Bishop, Jahbril Cook, Kerri Medders y Anna Cathcart se unieron al elenco de la película.
El rodaje de Spin comenzó el 5 de octubre de 2020 en Toronto, Ontario, Canadá y finalizó el 20 de noviembre de 2020. La película también se filmó en Brampton, creando un escenario en la calle para el restaurante de los padres, llamado Spirit of India.

## Lanzamiento
Spin se estrenó el 13 de agosto de 2021 en Disney Channel. Sin embargo, la película originalmente estaba programada para ser lanzada en el servicio de streaming de Disney, Disney+. En India, la película se estrenó en Disney+ Hotstar y Disney International HD el 15 de agosto de 2021, coincidiendo con el Día de la Independencia de India.

## Recepción

### Recepción crítica
Amy Amatangelo de Paste elogió las actuaciones y el enfoque limitado en el romance y afirmó: «Si bien la película aborda todos los momentos dulces de los primeros enamoramientos, ¡la emoción de tomar la mano de alguien por primera vez!, los escritores Carley Steiner y Josh Cagan y el director Manjari Makijany no hace Spin sobre el floreciente romance de Max y Rhea». Proma Khosla de Mashable dio una crítica positiva de la película y dijo: «Spin es revolucionaria porque no se siente así en absoluto; se une a la encantadora biblioteca de películas originales de Disney Channel y se siente como en casa».
Udita Jhunjhunwala de Firstpost calificó la película con 3 de 5, indicando: «Spin es una película de Disney Channel (dirigida a niños y adolescentes) colorida, limpia y musical. Lo que la distingue es la adolescente india estadounidense en el centro, su tranquila familia india y su genuina asimilación a la vida en Estados Unidos, los caprichos y la cultura intactos». Renuka Vyavahare de The Times of India calificó la película con 3 de 5 estrellas, escribiendo, «Spin es mucho más que una historia estándar sobre la mayoría de edad, en la que los protagonistas indios estadounidenses deben esforzarse para encontrar su lugar en la cultura estadounidense, mientras esencialmente se crían en un hogar indio. Su discordia emocional al encajar en dos culturas diversas es interesante, pero lo que es más fascinante es lo específicas y universales que son estas nuevas historias». Ians de ABP Live le dio a la película una calificación de 3 de 5 estrellas y afirmó: «Aunque la trama no es particularmente novedosa, el guion de los escritores Josh A. Cagan y Carley Steiner, sin elementos de fantasía, mantiene los tropos típicos de Disney. Sigue leyendo [...] En general, la película se jacta de una calidad de producción decente y parece ser el primer intento de Disney en una película cruzada».

### Premios
La película recibió una nominación a Mejor Diseño de Vestuario en Cine Contemporáneo en los premios CAFTCAD 2022.